# Acaena emittens
Acaena emittens är en rosväxtart som beskrevs av B.H. Macmillan. Acaena emittens ingår i släktet taggpimpineller, och familjen rosväxter. Inga underarter finns listade i Catalogue of Life.